# Cubic「L/R」ock
「Cubic'「L/R」ock」（キュービック ロック）は、2007年6月にリリースされた彩冷えるの通算12枚目のシングルである。発売元はSPEEDDISK。

## 解説
- 初めてオリコンチャート30位以内にランクインした。
- A TypeにはCubic'「L/R」ockのPVを収録したDVD付き。
- 両タイプそれぞれ10000枚限定発売。

## 収録曲

### Type-A
1. Cubic'「L/R」ock
(作詞：葵 / 作曲：夢人)
2. アイノウタ
(作詞：葵 / 作曲：夢人)
3. 6月8日
(作詞：葵 / 作曲：夢人)

### Type-B
1. Cubic'「L/R」ock
2. アイノウタ
3. 6月8日
4. 蟻と角砂糖
(作詞：葵 / 作曲：夢人)